# 저스티스 리그: 둠
저스티스 리그: 둠(Justice League: Doom)은 미국에서 제작된 로렌 몽고메리 감독의 2012년 애니메이션 영화이다. 케빈 콘로이 등이 주연으로 출연하였다.

## 출연

### 주연
- 케빈 콘로이
- 팀 댈리
- 수잔 아이젠버그
- 나단 필리온
- 칼 럼블리
- 마이클 로젠바움
- 범퍼 로빈슨

### 조연
- 올리비아 다보
- 클라우디아 블랙
- 알렉시스 데니소프
- 필 모리스
- 폴 블랙손
- 카를로스 엘라즈라퀴